# 실베스터 (가수)
실베스터 제임스(Sylvester James, 1947년 9월 6일 ~ 1988년 12월 16일)는 실베스터(Sylvester)라는 이름으로 잘 알려진 미국의 음악가이다. 스톤월 항쟁에 영감을 받아, 게이를 공언하고 있다. 1988년 12월 16일 AIDS에 의한 합병증으로 인해 사망했다.